# Marie-Curie-Gymnasium Dresden
Das Marie-Curie-Gymnasium Dresden (MCG) ist ein Gymnasium in Dresden mit künstlerischem, naturwissenschaftlichem und UNESCO Profil. Das Gymnasium trägt seit 1996 den Namen der polnisch-französischen Physikerin und Chemikerin Marie Curie.

## Lage
Das Schulgebäude befindet sich unweit des Pirnaischen Platzes in der Pirnaischen Vorstadt. Es wird vom Hochhaus Grunaer Straße 5 im Südwesten und dem Gebäude von GlaxoSmithKline Biologicals Dresden im Nordosten begrenzt.

## Geschichte
Das MCG wurde im Jahr 1955 als 2. Grundschule unweit des Dresdner Landhauses auf der Friesenstraße gegründet. Vier Jahre später erfolgte die Grundsteinlegung für das heutige Schulgebäude auf der Zirkusstraße, das 1960 als 2. Polytechnische Oberschule eingeweiht wurde. Die Schule wurde dabei auf Grund errichtet, der nach der Zerstörung Dresdens während des Zweiten Weltkriegs von einer drei Meter dicken Trümmerschicht bedeckt war.
Im Jahr 1965 lernten 1350 Schüler an der zehnklassigen Schule, wobei das Gebäude auf der Friesenstraße als Außenstelle diente. Im Jahr 1972 erhielt das MCG nach dem Widerstandskämpfer Herbert Bochow den Namen „Herbert-Bochow-Oberschule“. 1992 wurde die Schule in „Gymnasium Dresden-Mitte“ und schließlich 1996 auf Initiative der Schülervertretung durch die Stadtverordneten der Landeshauptstadt Dresden in „Marie-Curie-Gymnasium“ umbenannt.
Seit 2003 ist das MCG eine von weltweit rund 8000 UNESCO-Projektschulen. Bis 2011 nutzte das MCG das Gebäude der ehemaligen 18. Grundschule am Terrassenufer als Außenstelle. Von 2012 bis 2014 erfolgte eine umfassende Sanierung und Erweiterung des Schulgebäudes.

## Schulgebäude

### Bis 2012

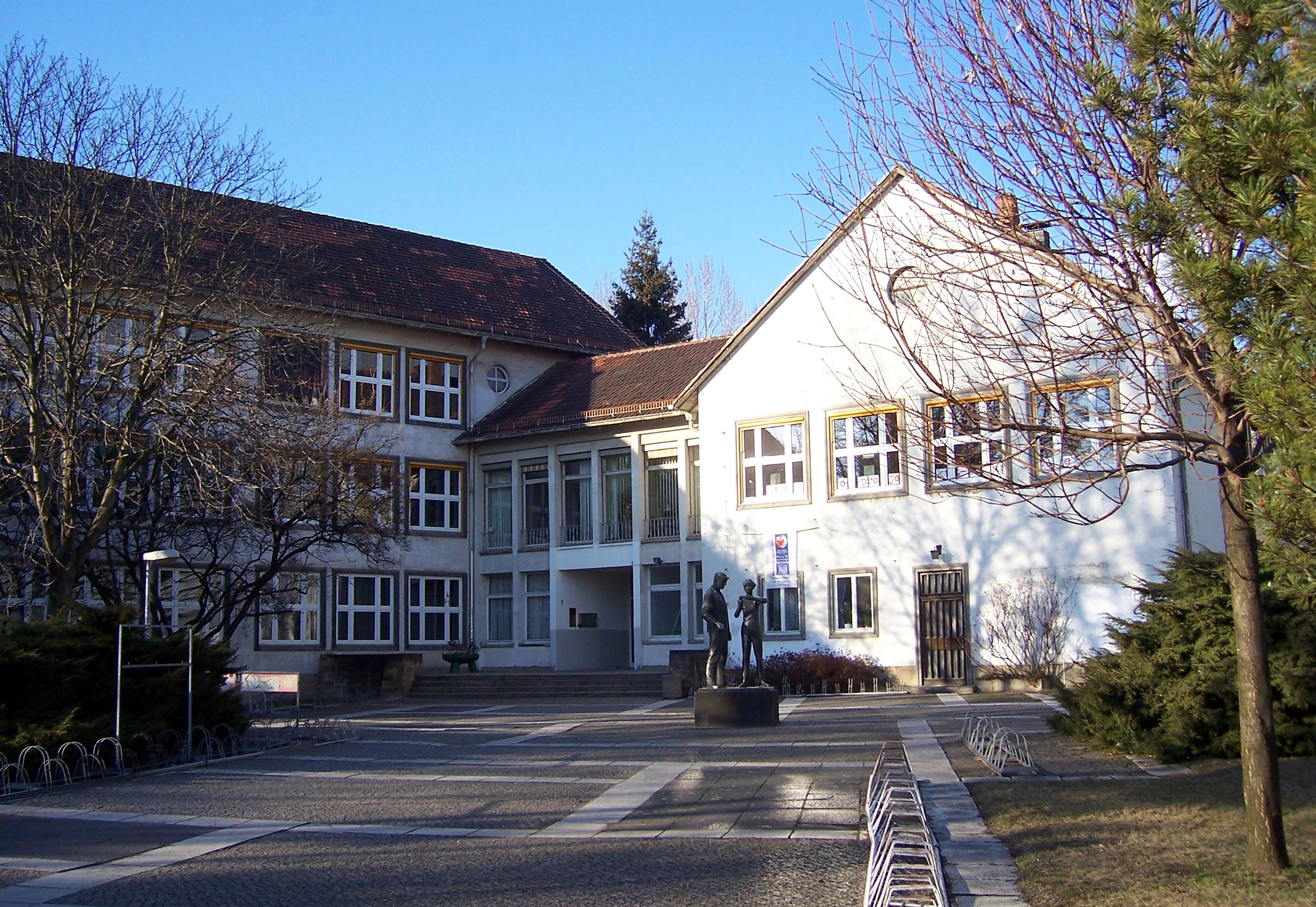
Haupteingang des Marie-Curie-Gymnasiums 2009 vor der Sanierung

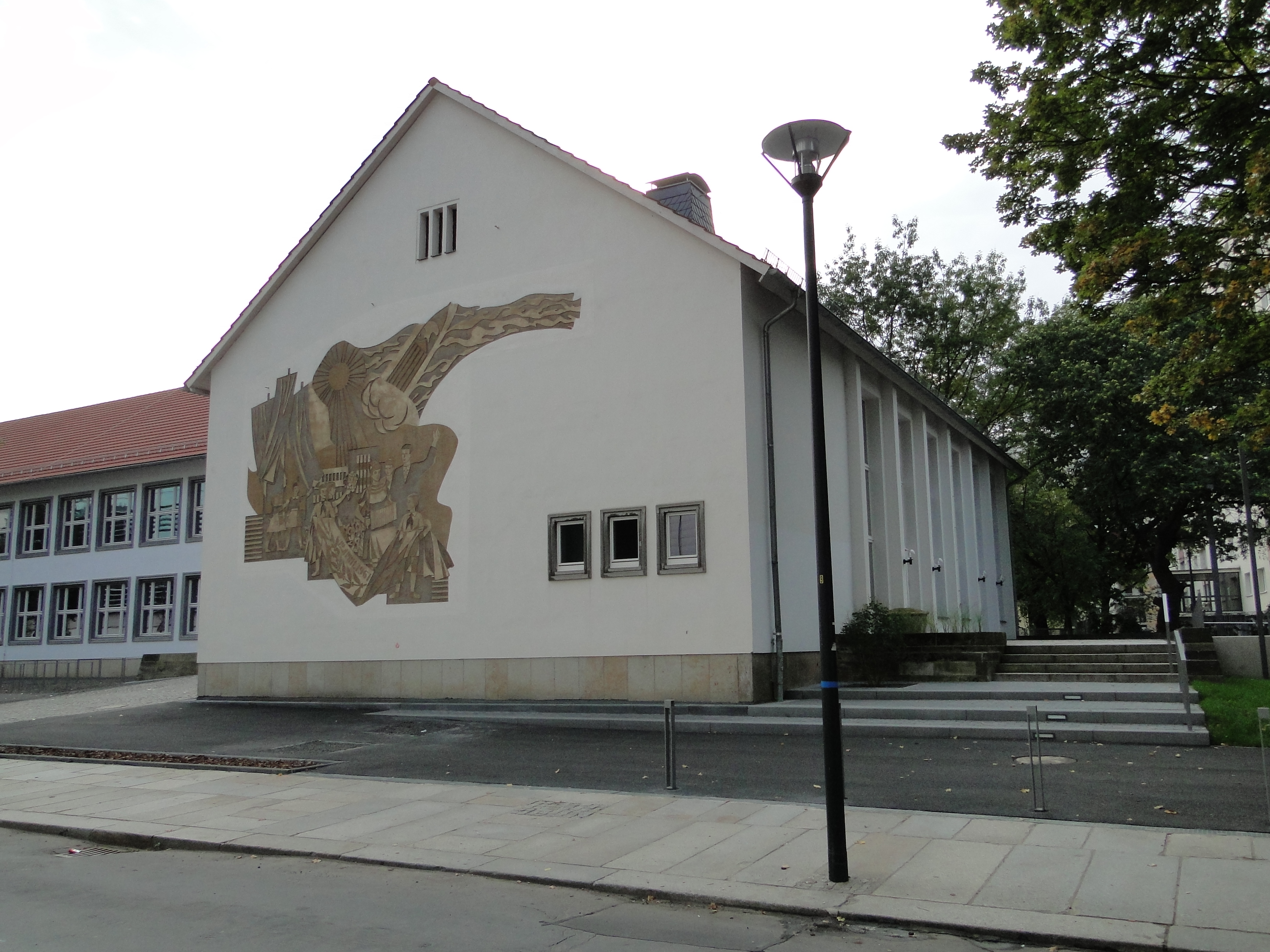
Aula mit Sgraffito von Alfred Hesse

Das Schulgebäude des MCG wurde 1959 erbaut und steht, wie auch ein Großteil der zur Schule gehörenden Freiflächen, in seiner Gesamtheit unter Denkmalschutz. Das markante Schulgebäude entstand als Typenschulbau der Baureihe SVB und ist im Pavillonsystem aufgegliedert. Es wurde aus Ziegelwerk errichtet und hat ein ziegelgedecktes Steildach. Zum U-förmigen Grundriss gehörten bis 2012 neben einem Kopfbau, einem Verbindungsbau zur Aula mit Cafeteria und einem langgestreckten, dreigeschossigen Hauptgebäude mit Lehrräumen auch eine Turnhalle mit Verbindungsbau, die bei der Sanierung des Gebäudes abgerissen wurden. Während die Schule 1960 fertiggestellt war, wurde die Aula erst 1962 eingeweiht. An ihrer Außenwand befindet sich das Sgraffito Der erste Mensch im Weltall von Alfred Hesse, das an den ersten Raumflug von Juri Gagarin am 12. April 1961 erinnert und Thälmannpioniere beim Feiern zeigt.
Die Aula wurde 2009 denkmalgerecht saniert. Im Schulgebäude haben sich zwei Wandbilder aus der Entstehungszeit der Schule erhalten. Nahe der Aula fand 1962 die von Lea Grundig gestiftete Plastik Mädchenkopf Aufstellung, die im Zuge der Sanierung ab 2012 vom alten Standort entfernt wurde. Auf dem Schulgrundstück liegen ein Sportplatz und ein Schulgarten. Vor dem Haupteingang steht seit 1964 die Plastik Schüler und Lehrer beim Polytechnischen Unterricht des Künstlers Johannes Peschel.

### Sanierung und Erweiterung 2012–2014
Das Schulgebäude wurde von Februar 2012 bis August 2014 saniert und erweitert. Dabei wurde ein Entwurf des Dresdner Architekturbüros Code Unique Architekten umgesetzt, das den Wettbewerb im Jahr 2008 gewonnen hatte. Während der Zeit der Sanierung wurden die Schüler im ehemaligen Gymnasium Gorbitz unterrichtet. Für die Erneuerung waren Kosten von rund 24,5 Millionen Euro veranschlagt worden.
Erweiterungsbau

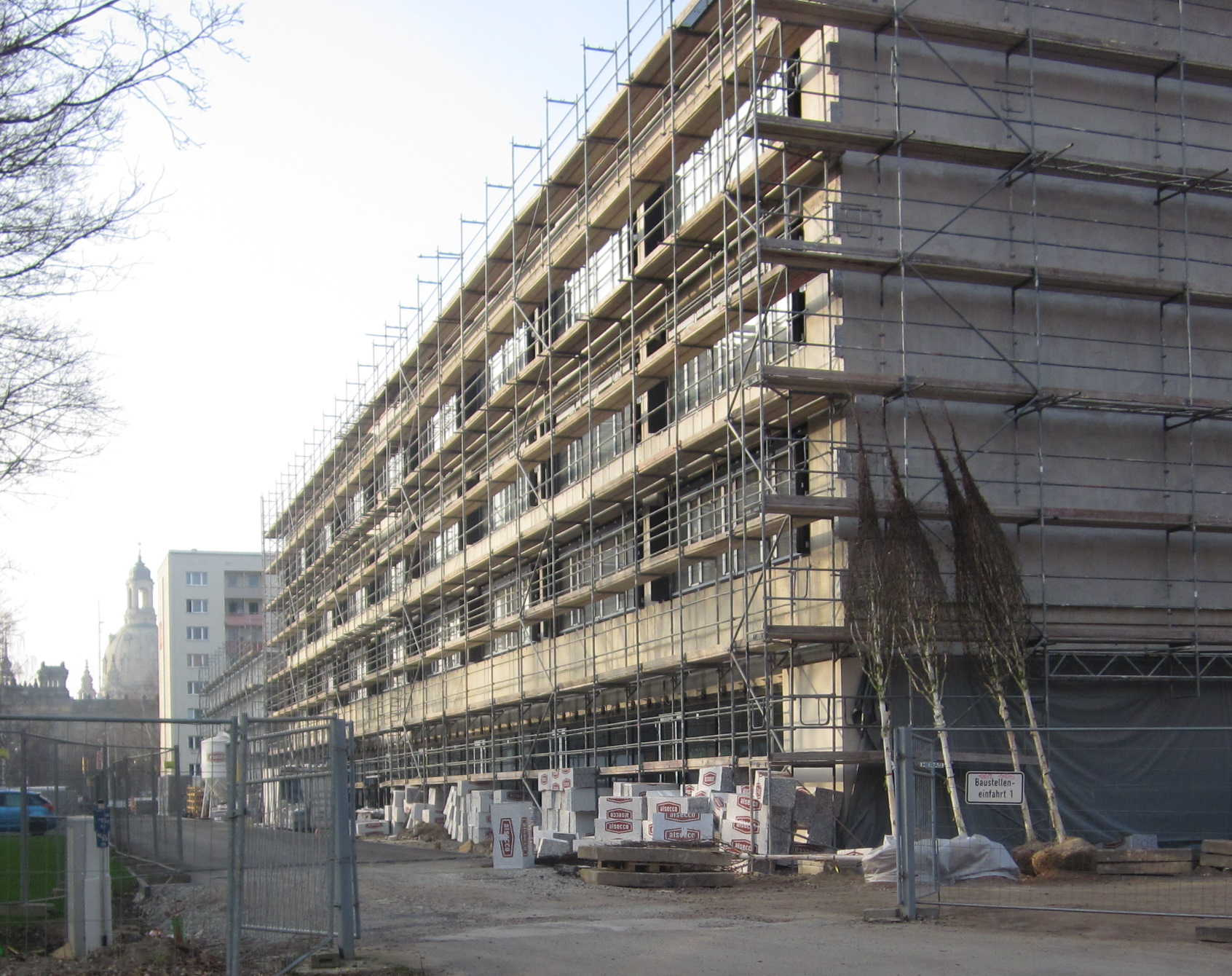
Erweiterungsbau im März 2014

Im April 2012 begannen die Arbeiten an einem neuen, dreistöckigen Erweiterungsbau, der als Querriegel zum bisherigen Altbau entstand.
Dafür mussten mehrere alte Bäume gefällt werden, die durch Neupflanzungen nach Ende der Bauarbeiten ersetzt wurden.
Bereits zu Beginn der Bauarbeiten wurde vermutet, dass auf dem Gelände aufgrund der Innenstadtlage auch Bomben aus dem Zweiten Weltkrieg liegen könnten. Tatsächlich wurde im Januar 2013 auf dem Schulgelände eine Fliegerbombe aus dem Zweiten Weltkrieg gefunden, die nach Evakuierung von rund 2500 Anwohnern vor Ort entschärft werden konnte. Zuvor waren alte Maschinenteile und Stahlträger gefunden worden, die zunächst einer alten Werkstatt auf dem Gelände zugeordnet wurden. In Kellergewölben, die zu im Zweiten Weltkrieg zerstörten Wohnhäusern gehörten, fanden die Bauarbeiter zudem rund 30 Negativ-Druckplatten aus Speckstein, die als Lithografie-Druckvorlagen dienten. Sie gehörten zur Firma Buchdruckerei und Verlag Friedrich August Wolf. die sich bis 1945 auf dem Gelände des MCG befand.
Aufgrund der Trümmerschicht, auf der die Schule erbaut worden war, konnte der Neubau nicht auf einfacher Bodenplatte errichtet werden. Um den Querriegel ausreichend stabilisieren zu können, wurde er auf zwölf Meter tiefen Stahlbetonpfählen errichtet. Diese Arbeiten begannen Anfang Mai 2012. Die offizielle Grundsteinlegung für den Neubau fand Anfang Juni statt. Der 16 Meter hohe Querriegel-Rohbau war im Mai 2013 fertiggestellt, es folgte der Innenausbau.
Der Erweiterungsbau enthält Klassenräume, alle Fachkabinette und die Schulkantine mit Speiseraum und Terrasse. Zudem bildet das Gebäude den neuen Haupteingang der Schule mit Foyer. Eine der Haupttüren des Neubaus ziert eine Lichtkonstruktion des Dresdner Künstlers Sebastian Hempel, das in Anlehnung an das Schullogo ein Atomium abbilden soll. Eine Besonderheit des Gebäudes ist auch das Dach, das mit Bodendeckern begrünt wurde.
Sporthalle

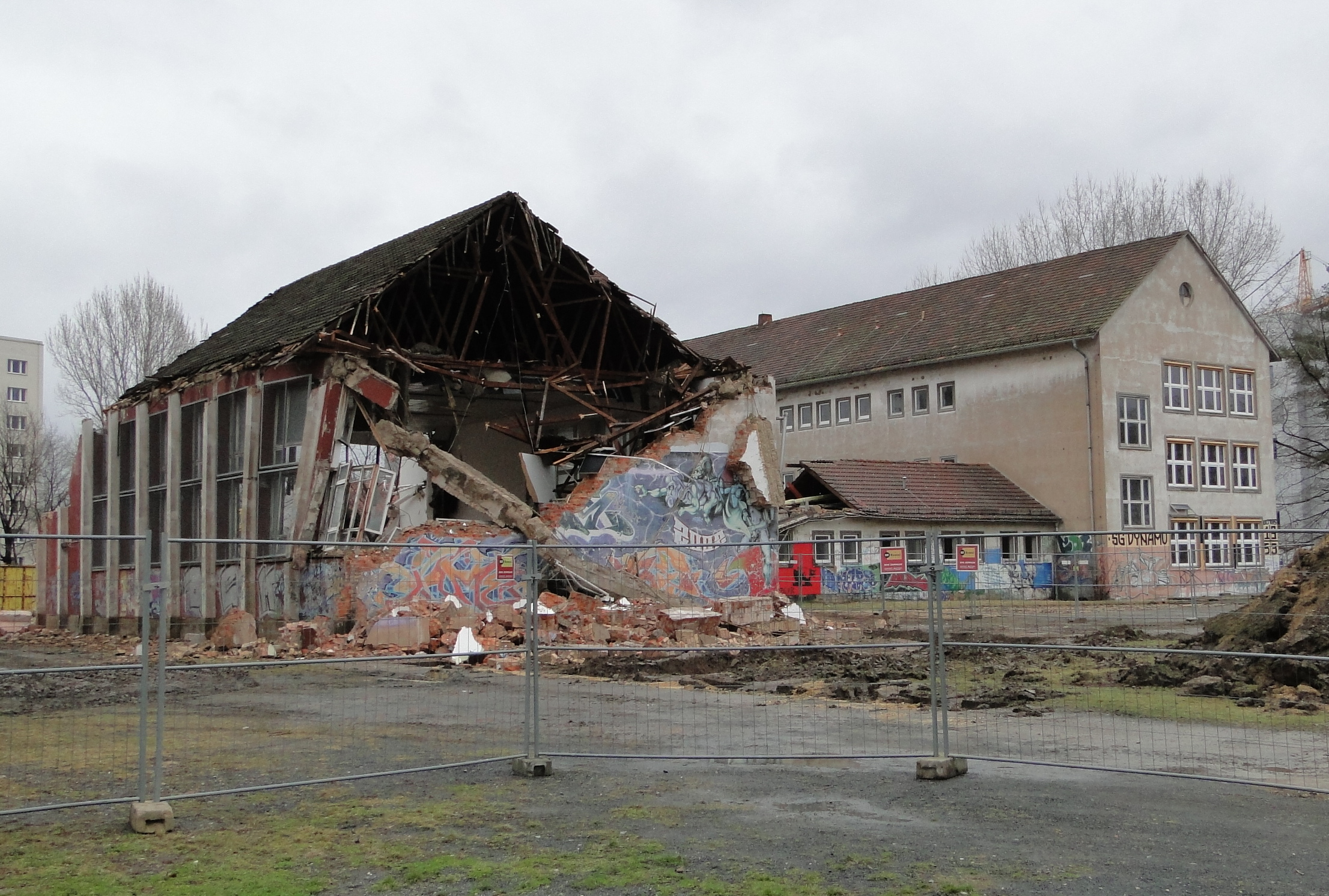
Abriss der alten Sporthalle und des Verbindungsbaus im März 2012

Im Zuge der Neubauten wurde im März 2012 die alte Einfeld-Sporthalle und der das Hauptgebäude und die Halle verbindende Bau abgerissen. Für den Bau der neuen Dreifeld-Sporthalle musste zunächst ein Mischwassersammler – eines der größten Hauptabwasserrohre Dresdens – umgeleitet werden, der nun nicht mehr unter der Schule verläuft. Mitte Juli 2013 war die Sporthalle im Rohbau fertiggestellt. Ein Teil des bisherigen Pausenhofs wurde für ein Kleinspielfeld, eine 100-Meter-Laufbahn sowie eine Weitsprung- und Kugelstoßanlage umgenutzt.
Altbau
Ab Dezember 2013 wurden der bisherige Schulaltbau teilweise entkernt und alte Fußböden, Heizungsleitungen und Wände abgerissen. Rund 20 Prozent des alten Baumaterials konnten bei der Sanierung nicht wiederverwendet werden. Dennoch blieben zahlreiche Details des denkmalgeschützten Innenbaus, darunter der Terrazzo-Fußboden, alte Heizkörperverkleidungen und Wandbemalungen der Entstehungszeit, erhalten. Nach Ende der Bauarbeiten wurden im Altbau Klassenräume eingerichtet. Integriert sind zudem die Schulbibliothek, ein Theater- und ein Bandprobenraum sowie die Schulaula, die bereits 2009 renoviert worden war.
Altbau und neuer Querriegel sind über einen Glas-Durchgang oberirdisch miteinander verbunden, während die Turnhalle über das Untergeschoss mit dem Querriegel verbunden ist. Anfang September wurde das MCG mit einem Schulfest feierlich wiedereröffnet.

## Profil
Die fünfte und sechste Klasse dient den Schülern als Orientierungsstufe. Ab der fünften Klasse wird Englischunterricht gegeben. Ab der sechsten Klasse wird zusätzlich eine zweite Fremdsprache unterrichtet; Schüler können hier zwischen Französisch, Russisch und Latein wählen. Weitere Fremdsprachen, darunter Chinesisch, Spanisch und Japanisch, werden in Arbeitsgemeinschaften unterrichtet. Ab der achten Klasse spezialisieren sich die Schüler entweder im naturwissenschaftlichen, UNESCO oder künstlerischen Profil. Neben klassischen Leistungs- und Grundkursen in den Klassenstufen 11 und 12 werden auch Fächer wie „Astronomie“ und „Informatik“ sowie fächerverbindende Grundkurse wie „Darstellendes Spiel“ und „Biotechnologie/Bionik“ angeboten.
Das 2006 verabschiedete Leitbild der Schule lautet „lernend erleben – erlebend lernen“.

## UNESCO-Projektschule

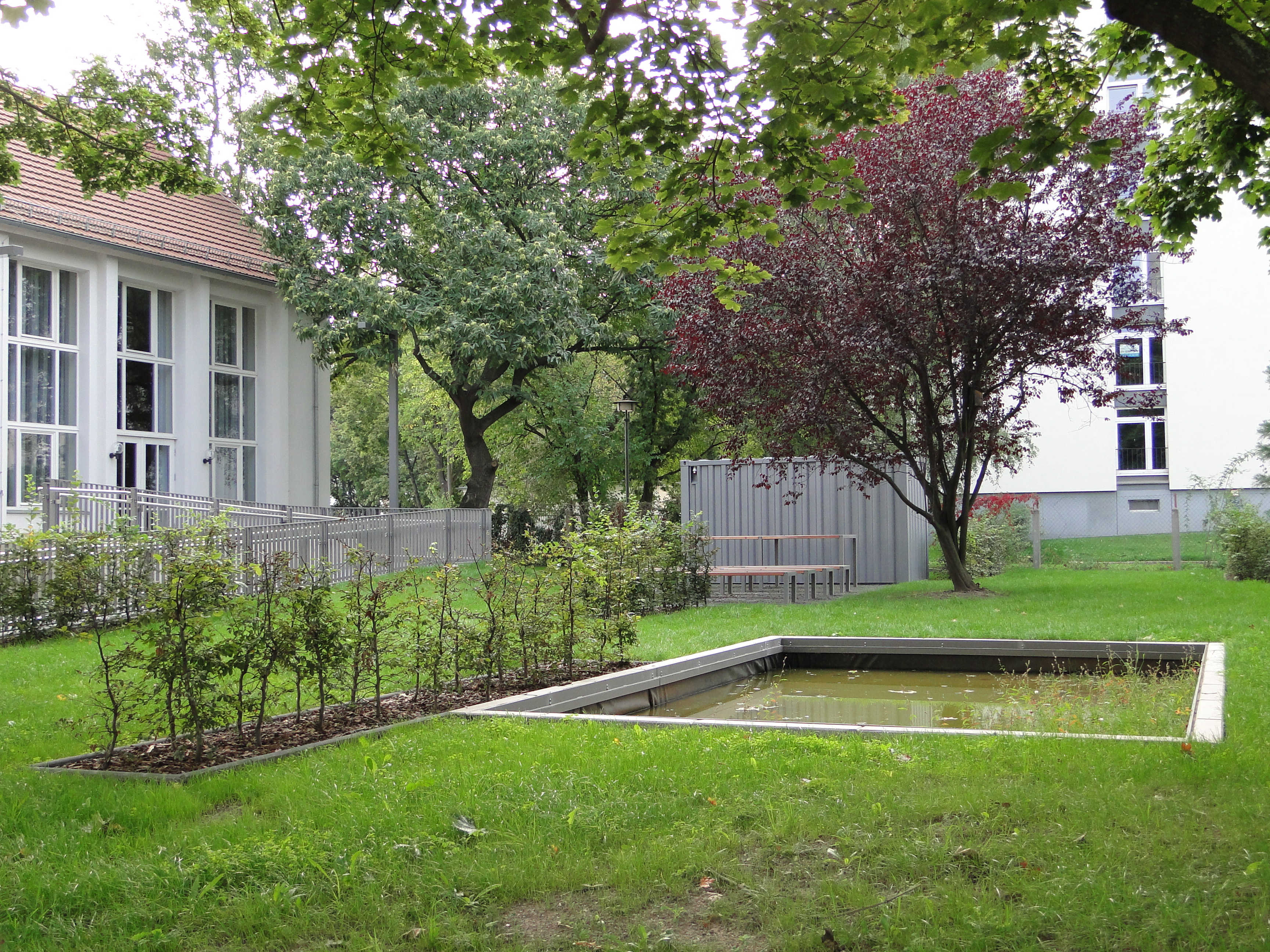
UNESCO-Projektgarten im September 2014

Das MCG ist seit 2003 eine von 13 anerkannten sächsischen UNESCO-Projektschulen. Diese Schulen fühlen sich unter anderem der Demokratieerziehung, der Umwelterziehung und der Erziehung zu Toleranz verpflichtet. Alle Projekte und Austauschprogramme des MCG sind diesen allgemeinen Gedanken untergeordnet.
- Seit 2001 engagiert sich das MCG mit dem Projekt „Regenwald“ unter anderem für die Rettung des tropischen Regenwaldes in Ecuador sowie Naturschutzprojekte in Nord- und Südamerika. Seit 2003 veranstaltet die Schule dafür unter anderem Sponsorenläufe. Sie erbrachten bis 2009 mehr als 100.000 Euro Spendengelder, wodurch das MCG bis heute mehrere Hundert Hektar Regenwald in Ecuador erwerben und vor der Abholzung retten konnte. Seit 2009 ist das Projekt „Regenwald“ als offizielles UNESCO-Dekadeprojekt bestätigt.
- Seit 2005 widmet sich das Galileo-Projekt „Wir zeigen euch Dresden“ der Konzeption einer barrierefreien Stadtbesichtigung für Rollstuhlfahrer. Über einen Mikrocomputer werden dabei per GPS abgesenkte Bordsteine, behindertengerechte Zugänge, aber auch kinderfreundliche Strecken angezeigt, das Rollstuhlfahrern eine Stadtbesichtigung ohne fremde Hilfe ermöglicht. Das Projekt der Schule sorgte für große Aufmerksamkeit und wurde 2008 für den Dresdner Tourismuspreis nominiert. Im März 2009 wurde es auf der CeBIT im Rahmen des niedersächsischen Wettbewerbs Galileo macht Schule vorgestellt. Im Jahr 2010 erhielt das Projekt den mit 1000 Euro dotierten GIS-Award des GDI Sachsen.[21]
- Schulpartnerschaften bestehen mit dem Lyzeum „Général Leclerc“ in Saverne in Frankreich und mit dem Gimnazjum nr 1 in Józefów in Polen. Ziel ist es, mithilfe von interkulturellem Lernen und Handeln zu Toleranz zu erziehen und ein Demokratieverständnis zu wecken.

## Austauschprogramm
Seit 2005 besteht ein Schüleraustauschprogramm zwischen dem MCG und der German International School of Silicon Valley, USA. Mehrere Schüler verbringen dabei rund drei Monate bei Gastfamilien und besuchen in der Zeit die Partnerschule.

## Arbeitsgemeinschaften
Seit 2007 bietet das MCG ein Ganztagsangebot gemäß der Förderrichtlinie des Freistaates Sachsen an. Neben Sprachkursen und gezielter Fächerförderung, zum Beispiel Chemie oder Vorbereitungskursen zur Mathematik-Olympiade, zählen dazu auch Arbeitsgemeinschaften (AGs). Angeboten werden unter anderem:
- Sport-AGs: Ashtanga-Yoga-Kurs, Fußball-AG mit Technikschulung, Schach-AG, Tanz (Jazz, Volkstanz, HipHop, Ballett), Volleyball-AG
- Musik-AGs: Band-AG (unter anderem Spiel mit der Schulband Toxic Muffins), Chor-AG, AG Instrumental-Ensemble, AG „Musik am Computer“
- Darstellendes Spiel: AGs Kabarett (mit Schreiben und Aufführung eigener Sketche) und Theater (in Zusammenarbeit mit dem Theater Junge Generation)
- Kunst- und Literatur-AGs: AG „Schrift und Sprache“ (unter anderem Kalligrafie-Unterricht), Schreibwerkstatt, Mal- und Zeichenkurs, Keramik-AG, Fotografie-AG (klassisch mit analoger Technik), AG Erzgebirgische Volkskunst
- Roboter-AG für Anfänger und Fortgeschrittene

## Schülerzeitung

### Platonium
Die Schüler des MCG gaben von 1997 bis 2010 die Zeitschrift Platonium heraus. Sie wurde bereits im Entstehungsjahr mit dem Sächsischen Jugendjournalistenpreis als beste Schülerzeitung in Sachsen ausgezeichnet und erhielt den Preis in der Folgezeit mehrfach unter anderem in den Kategorien Bester Autor und Bester Onlineauftritt. Im Jahr 2009 wurde Platonium beim Schülerzeitungswettbewerb des Spiegel unter 1400 Schülerzeitungen als viertbeste deutsche und beste ostdeutsche Schülerzeitung ausgezeichnet.

### Die Korrekte
Seit 2017 gibt es nun eine neue Schülerzeitung namens Die Korrekte, die von den Schülern, die an dem GTA Angebot „Schülerzeitung“ teilnehmen, geschrieben wird. Die Schülerzeitung erscheint zwei Mal im Jahr und stößt auf großes Interesse bei der Schülerschaft. Das Themenspektrum deckt nahezu alle Felder ab, die potenziell für Schüler interessant sein könnten. Die Schülerzeitung bewarb sich 2018 bei dem Förderprojekt Domino – Jugend gestaltet und gewann eine Teilförderung. Beim sächsischen Jugendjournalistenpreis 2018 gewann die erste Ausgabe der Schülerzeitung Die Korrekte den Preis in der Kategorie Aufsteiger.

## Förderverein
An der Schule existiert ein Förderverein, der sich die Verbesserung und Schaffung von Abwechslung im Schulleben zum Ziel gesetzt hat. Er unterstützt Projekte und Veranstaltungen aber auch Klassenfahrten oder einzelne Schüler in besonderen Situationen.

## Lehrer und Absolventen des MCG
- Peter Gehrisch (* 1942), Schriftsteller
- Stephan Kühn (* 1979), Politiker[26]
- Kirsten Spott (* 1963), Schriftstellerin[27]
- Katja Schönherr (* 1982), Schriftstellerin[28] und Journalistin
- Albrecht Pallas (* 1980), Politiker